# Action électorale polonaise de Lituanie
L’Action électorale polonaise de Lituanie (en lituanien : Lietuvos lenkų rinkimų akcija, LLRA; en polonais : Akcja Wyborcza Polaków na Litwie, AWPL), est un parti politique ethnique lituanien de la minorité polonaise du pays, cherchant à défendre les intérêts de celle-ci.

## Description
Elle a obtenu deux députés au Seimas en octobre 2004 avec 3,81 % des voix (aucun élu de plus ou de moins). Lors de l'élection suivante, en 2008, elle a obtenu trois députés, alliée cette fois à la minorité russophone de Lituanie, l'Alliance russe (Rusų aljansas) (59 222 voix, 4,80 %).
Elle s'est présentée en coalition (liste no 6), avec la minorité russe, aux élections du Parlement européen de 2004 : sous le nom Lietuvos lenkų rinkimų akcijos ir Lietuvos rusų sąjungos koalicija „Kartu mes jėga!“ et avait obtenu 68 937 voix et 5,71 % - mais aucun député alors (juste en dessous du quotient électoral).
Lors des élections européennes de 2009, elle obtient 8,46 % des voix et un député européen qui a adhéré au groupe des conservateurs et réformistes européens (le président du parti Valdemar Tomaševski).
Lors des élections législatives du 28 octobre 2012, l'Action dépasse pour la première fois le seuil de 5 % (5,8 %) et obtient cinq députés élus à la proportionnelle en sus de trois députés élus dans les circonscriptions, son meilleur résultat au Seimas.
Depuis 2004, elle est souvent en coalition avec l'Alliance russe.